# Combretum razianum
Combretum razianum är en tvåhjärtbladig växtart som beskrevs av K.G.Bhat. Combretum razianum ingår i släktet Combretum och familjen Combretaceae. Inga underarter finns listade i Catalogue of Life.